# برنارد كينغ (طاهي)
برنارد كينغ (بالإنجليزية: Bernard King)‏ هو طاهي أسترالي، ولد في 1934، وتوفي في 2002.